# André Bodji
André Bodji, né le 22 février 1950 à Bobo-Dioulasso au Burkina Faso, est un footballeur français reconverti entraîneur.

## Biographie

### Joueur
À l'âge de deux ans, la famille Bodji s'installe à Marseille. André entre à l'Olympique de Marseille en pupilles et y fait toutes ses classes jusqu'en 1972. Barré par la concurrence, il traverse la Méditerranée et passe de l'équipe réserve marseillaise en DH à la Division 1 avec l'AC Ajaccio. Dans le même temps, André Bodji est apprenti graveur pour s'assurer un avenir en dehors du football. Après une saison en Corse, il rejoint l'UMS Montélimar en Division 3. En 1975, André Bodji traverse la France et arrive à Boulogne-sur-mer qui évolue en Division 2.
À l'issue de quatre saisons pleines à Boulogne, il pose ses valises à Orléans. En mai 1980, André Bodji connait l'apothéose de sa carrière, avec l'US Orléans, il réussit le meilleur parcours en Coupe de France de l'histoire du club et l'amène jusqu'en final au Parc des Princes. Les orléanais s'inclinent 3 à 1 contre l'AS Monaco. Bodji reste jusqu'en 1983 dans le Loiret, avant de rejoindre le Gap FC.

### Entraîneur
En 1978, André Bodji obtient son Brevet d'État d'éducateur sportif mais est recalé à sept reprises au DEPF (Diplôme d'entraîneur professionnel de football).
À Gap, il prend la succession de Michel Baulier comme entraîneur-joueur. Après trois saisons à la tête du GFC, Bodji parvient à faire monter son équipe en division d'honneur. En mai 1988, il quitte Gap pour l'US Boulogne, son ancien club tombé en Division 4 depuis son précédent passage, puis à l'EP Manosque. Dans la cité de Giono, le natif du Burkina Faso amène la Provençale de la Promotion de Ligue à la Division d'Honneur. Après cinq saisons à Manosque, il remonte dans la moitié nord de la France, à l'Amicale de Lucé, pour un bail de huit ans entrecoupé d'un cours séjour à Corbeil-Essonnes. Titulaire du BEES 2e degré et du DEF, André Bodji est le secrétaire général de l'Union nationale des entraîneurs et cadres techniques du football français (UNECATEF) en 2001. En 2002, Manosque cherche un entraîneur pour remplacer Michel De Wolf, les yeux se tournent vers Bodji. Celui-ci y reste deux ans.
Dans les années qui suivent, André Bodji entraîne successivement le FC Chartres, l'AS Magenta Nickel, l'US Le Pontet et l'AS Aix-en-Provence.
En 2016, il rejoint l'ASVG pour entrainer l'équipe sénior réserve. 
L'equipe qu'il entraine lors de la saison 2017-2018 termine première de son championnat de district Départemental 2 et monte en Départemental 1,.

## Palmarès
- Finaliste de la Coupe de France 1980 avec l'US Orléans